# Gamasellus lativentralis
Gamasellus lativentralis är en spindeldjursart som beskrevs av Ishikawa 1983. Gamasellus lativentralis ingår i släktet Gamasellus och familjen Ologamasidae. Inga underarter finns listade i Catalogue of Life.